# Cornelis Misset
Cornelis Misset (18 april 1849, Haarlem - 21 september 1921, Doetinchem) was een Nederlandse boekdrukker, ondernemer en oprichter van handelsdrukkerij C. Misset.

## Biografie
Misset werd geboren in Haarlem als achtste telg uit een gezin met twaalf kinderen. Vader Fredrik Cornelis Misset werkte er als havenmeester voor de stad.
Misset woonde tot 1873 in Den Haag en huwde er met de aldaar afkomstige Maria Michon, dochter van Johannes Isaac Michon, chef boekdrukker van de Algemeene Landsdrukkerij. In datzelfde jaar vertrok het echtpaar naar Doetinchem. Aangenomen wordt dat dit op verzoek was van dominee Jan van Dijk, die voorganger was van de Doetinchemse Zendelingsgemeente. Op de hoek van de Grutstraat en de Kapoeniestraat startte Misset een kleine drukkerij; de eerste drukorder was die van het Doetinchems Weekblad, een publicatie van Van Dijk. Samen met zijn echtgenote betrokken ze de woning erboven en kregen een dochter, Elisabeth Maria (1875-1953). Een week na de geboorte overleed moeder Maria, slechts tweeëntwintig jaar oud. Na deze gebeurtenis besloot Misset om niet terug te keren naar Den Haag en in Doetinchem te blijven.
De drukkerij werd een succes en verhuisde tweemaal in korte tijd door toename van het aantal drukorders (waaronder De Graafschapbode) en uitbreiding met een steendrukpers.
In 1880 hertrouwde Misset met de Doetinchemse molenaarsdochter Carolina Sagleven. Uit dit huwelijk werden dochter Margaretha Helena (1881-1931), zoon Cornelis jr (1883-1947) en zoon Hendrik (1885-1945) geboren. Beide zoons, Kees en Henk Misset werden de latere directeuren van vaders onderneming.
De drukkerij-uitgeverij groeide verder en gaf inmiddels vak- en weekbladen uit. Hiervoor werd rond de eeuwwisseling een rotatiepers aangeschaft en in 1915 verscheen de eerste uitgave van Boerderij. Een jaar later stichtte Misset zelfs een eigen pensioenfonds.
Missets gezondheid ging sindsdien snel achteruit. Hij raakte ernstig invalide als gevolg van suikerziekte en overleed in 1921. Cornelis Misset werd tweeënzeventig jaar.

## Oorsprong van de familie
Misset is een afstammeling van Franse vluchtelingen. Door het herroepen van het Edict van Nantes door Lodewijk XIV in 1685 verlieten ca 300.000 mensen - veelal Hugenoten - Frankrijk, waaronder wolkaarder Louis Misset. Deze uit Sedan afkomstige voorvader vestigde zich in Leiden, waar destijds een textielindustrie bloeide. De volgende generaties werden timmerman, schoenmaker, smid en Cornelis Missets vader was wever voordat hij voor de gemeente Haarlem ging werken. Andere bekende afstammelingen zijn de Nederlandse econoom Henk Misset (achterneef) en kunstschilder-tekenaar Herman Misset (achterachterneef).

## Trivia
Langs het centrum van Doetinchem loopt de in 1922 vernoemde C. Missetstraat. Op de hoek van deze weg en de IJsselkade stond meer dan een eeuw lang (1880-1984) de derde vestiging van de drukkerij-uitgeverij.
Na Missets overlijden realiseerden zoons Kees en Henk een recreatiegebied voor de Doetinchemse bevolking met een openluchtzwembad, een hotel en vliegveld Groenendaal. De drukkerij bezat indertijd een Fokker D21 voor commerciële doeleinden. Nieuwe tijdschiftabonnees kregen een gratis rondvlucht.
In 2010 verscheen de driedelige documentaire Meneer Kees en Meneer Henk, Misset in oorlogstijd. Dit verbeeldt de drukkerij in de jaren 1940-1945 en de rol van beide zoons Kees (gespeeld door acteur Bas van Toor) en Henk Misset (door acteur Ben Borkus).
Drukkerij Senefelder Misset BV in Doetinchem is een voortzetting van de handelsdrukkerij van Cornelis Misset en drukt nog steeds vaktijdschriften zoals Boerderij.